# 베이즈 통계학
베이즈 통계학(Bayesian statistics)은 하나의 사건에서의 믿음의 정도 (degree of belief)를 확률로 나타내는 베이즈 확률론에 기반한 통계학 이론이다. 믿음의 정도는 이전 실험에 대한 결과, 또는 그 사건에 대한 개인적 믿음 등, 그 사건에 대한 사전 지식에 기반할 수 있다. 이것은 확률을 많은 시도 후의 사건의 상대적 빈도의 극한으로 보는 빈도주의자 (frequentist) 등 많은 다른 확률에 대한 해석과는 다르다.

## 같이 보기
- 베이즈 확률론
- 베이즈 추론
- 베이즈 정리
- 인자 분석 (factor analysis)